# Feixans de Carabasset
Els Feixans de Carabasset són un feixà del terme municipal de Conca de Dalt, al Pallars Jussà, dins de l'antic terme d'Hortoneda de la Conca.
Estan situats a l'est-nord-est d'Herba-savina, al vessant sud-est de l'extrem oriental de la Serra de Pessonada, a la dreta del barranc de la Malallau, al Serrat de Resteria.